# Elimination Chamber (2017)
Cet article concerne l'édition 2017 du pay-per-view Elimination Chamber. Pour toutes les autres éditions, voir WWE Elimination Chamber.
L'édition 2017 d'Elimination Chamber est un Premium Live Event de catch (lutte professionnelle) produit par la World Wrestling Entertainment, une fédération de catch américaine qui est télédiffusée et visible en paiement à la séance sur le WWE Network, ainsi que gratuitement sur la chaîne de télévision française AB1. L'événement a eu lieu le 12 février 2017 au Talking Stick Resort Arena à Phoenix (Arizona). Il s'agit de la 7e édition d'Elimination Chamber. En raison du retour de la WWE Brand Extension en 2007, ce PLE est exclusivement réservé à la division SmackDown.

## Contexte
Les spectacles de la World Wrestling Entertainment (WWE) sont constitués de matchs aux résultats prédéterminés par les scénaristes de la WWE. Ces rencontres sont justifiées par des storylines – une rivalité avec un catcheur, la plupart du temps – ou par des qualifications survenues dans les shows de la WWE telles que Raw et SmackDown. Tous les catcheurs possèdent une gimmick, c'est-à-dire qu'ils incarnent un personnage gentil (Face) ou méchant (Heel), qui évolue au fil des rencontres. Un événement comme Elimination Chamber est donc un événement tournant pour les différentes storylines en cours,.

### Men's Elimination Chamber match
Le 17 janvier 2017 à SmackDown, le général manager du show bleu, Daniel Bryan, annonce l'organisation d'un Men's Elimination Chamber match durant le PLE du même nom pour le championnat de la WWE. 12 soirs plus tard au Royal Rumble, John Cena redevient champion de la WWE, pour la seizième fois, en battant AJ Styles et égale ainsi le record de Ric Flair. Le lendemain, The Phenomenal est ajouté dans la stipulation,. Le 31 janvier, Shane McMahon et le GM du show bleu ont assuré à Styles qu'il finira par obtenir un match revanche un-à-un, avant de révéler les autres participants du match : le champion Intercontinental Dean Ambrose, The Miz, Baron Corbin et Bray Wyatt. Le vainqueur du Royal Rumble, Randy Orton, a averti Cena que, s'il était encore champion après le pay-per-view, il gagnera le titre à WrestleMania 33.
La semaine suivante, Styles a fait face à Ambrose, The Miz étant au commentaire. Corbin est arrivé pendant le match et a rejoint les commentaires, mais a finalement attaqué Miz. Ambrose a attaqué à la fois Corbin et Miz avant de revenir dans le ring permettant à Styles de le vaincre. La semaine suivante, Ambrose, Corbin, Miz, et Styles ont participé à un Fatal Four Way match que Corbin a gagné.

### Nikki Bella contre Natalya
Le 20 novembre 2016 aux Survivor Series, Nikki Bella devait participer au Women's 5-on-5 Traditional Survivor Series Elimination Tag Team match avec l'équipe féminine de SmackDown en tant que capitaine, mais a été attaquée dans les coulisses et blessée à la nuque. Contrainte de déclarer forfait, elle a été remplacée par Natalya. Le 4 décembre à TLC, elle rebat Carmella dans un No Disqualification match. Après le combat, son adversaire lui fait une révélation surprenante : c'est la catcheuse canadienne qui, selon elle, l'a attaquée lors du PLE précédent. 16 soirs plus tard à SmackDown Live, la catcheuse new-yorkaise confirme ses soupçons à l'encontre de The Queen of Hearts. Après avoir attaqué et fait fuir la première, cette dernière finit par reconnaître sa culpabilité, car elle a fait ça par jalousie vis-à-vis de la catcheuse américano-italienne.
Le 29 janvier 2017 lors du pré-show au Royal Rumble, Becky Lynch, Naomi et Nikki Bella battent Alexa Bliss, Mickie James et Natalya dans un 6-Women Tag Team match. Deux soirs plus tard à SmackDown Live, agacé par des semaines de bagarre entre les deux catcheuses, le GM du show bleu, Daniel Bryan, annonce officiellement un match entre elles lors du PLE.

### Mickie James contre Becky Lynch
Le 20 décembre à Smackdown, Becky Lynch, qui sera déguisée en La Luchadora, gagne contre la championne Alexa Bliss dans un match où le titre n'était pas en jeu. Durant les semaines suivantes, une femme inconnu s'habillant en La Luchadora, viendra en aide à Bliss dans ces matchs contre Becky. Le 17 janvier, Alexa conserva son titre contre Becky dans un steel cage match dans le main event de Smackdown, où La Luchadora se fera démasquée comme étant être Mickie James qui fait son retour à la WWE depuis 7 ans d'absence. La semaine suivante, Mickie explique qu'elle a été oubliée depuis la révolution féminine, puis Becky Lynch arrive mais fût attaquée par Mickie et Alexa Bliss.

### Alexa Bliss contre Naomi
Le 24 janvier à Smackdown, Naomi faisait face à Natalya mais le match a été annulé en raison d'une attaque de Nikki Bella contre Natalya dans les vestiaires. Naomi réclame qu'elle lance un défi ouvert pour un match, Alexa Bliss viendra, pas pour accepter le match mais pour rabaisser Naomi. Le 7 février, elles signeront un contrat où elles s'affronteront à Elimination Chamber pour le titre de Smackdown avant qu'une bagarre éclatera.

### American Alpha contre The Ascension
Le 13 décembre, une battle royal a été mis en place pour déterminer les nouveaux challengers pour les titres par équipes, qui sera remporté par The Hype Bros. Cependant, après le match, il a été annoncé que Zack Ryder a une blessure au genou et qu'une intervention chirurgicale était envisageable. Le 27 décembre, American Alpha participeront dans un Four-Way Tag Team Elimination Match pour les titres de Smackdown contre Heath Slater et Rhyno, The Usos et les champions en titre The Wyatt Family (Randy Orton et Bray Wyatt), où American Alpha gagne le match et les titres. Le 31 janvier, ils lancent un défi ouvert pour n'importe quel équipe, The Usos viendront, suivie de Fandango et Tyler Breeze, The Ascension, The Vaudevillains et Heath Slater et Rhyno. Une bagarre éclatera par la suite 

## Tableau des matchs
| Ordre par numéros | Résultat | Stipulation(s) | Temps |
| --- | --- | --- | ----- |
| 1P | Mojo Rawley bat Curt Hawkins | Match simple | 8:05  |
| 2 | Becky Lynch bat Mickie James | Match simple | 11:40 |
| 3 | Kalisto et Apollo Crews battent Dolph Ziggler | 2-on-1 Handicap match | 7:20  |
| 4 | American Alpha (Chad Gable et Jason Jordan) (c) bat The Ascension (Konnor et Viktor), The Usos (Jimmy et Jey), Breezango (Tyler Breeze et Fandango), The Vaudevillains (Aiden English et Simon Gotch), Heath Slater et Rhyno | Tag Team Turmoil match pour les WWE SmackDown Tag Team Championship                                                            | 21:10 |
| 5 | Nikki Bella contre Natalya se termine en double décompte extérieur | Match simple | 13:40 |
| 6 | Randy Orton bat Luke Harper | Match simple | 17:15 |
| 7 | Naomi bat Alexa Bliss (c) | Match simple pour le WWE SmackDown Women's Championship                                                                        | 8:20  |
| 8 | Bray Wyatt bat AJ Styles, John Cena (c), The Miz, Dean Ambrose et Baron Corbin | Men's Elimination Chamber match pour le WWE Championship Le gagnant affrontera Randy Orton pour la ceinture à WrestleMania 33. | 34:20 |
| La lettre C placée entre parenthèses désigne la personne ou l’équipe championne en titre. P – indique que le match a eu lieu lors du pré-show | | |       |

## Ordre des éliminations dans l'Elimination Chamber match
| Elimination # | Catcheur     | Entrée | Éliminé par  | Manière                      | Temps |
| ------------- | ------------ | ------ | ------------ | ---------------------------- | ----- |
| 1             | Baron Corbin | 5      | Dean Ambrose | Roll-Up                      | 18:50 |
| 2             | Dean Ambrose | 3      | The Miz      | End Of Days par Baron Corbin | 20:35 |
| 3             | The Miz      | 6      | John Cena    | Attitude Adjustment          | 23:25 |
| 4             | John Cena    | 2      | Bray Wyatt   | Sister Abigail               | 29:00 |
| 5             | AJ Styles    | 1      | Bray Wyatt   | Sister Abigail               | 34:27 |
| Vainqueur     | Bray Wyatt   | 4      | N/A          | N/A                          | 34:27 |